# 平江路 (上海)
平江路是位於中國上海市徐汇区一條東西走向道路，道路西起復旦大學楓林校區以及復旦大學附屬中山醫院，东至小木桥路以东，全长495米。
道路建於1918年至1921年期間，起初得名交通路。1927年因為上海特别市政府的辦公大樓位於道路上，所以道路改名市政府路。1955年改名平江路，路名來自湖南平江县。